# Spongiidae
Spongiidae is een familie van sponsdieren uit de klasse van de Demospongiae (gewone sponzen). 

## Geslachten
- Coscinoderma Carter, 1883
- Evenor Duchassaing & Michelotti, 1864
- Hippospongia Schulze, 1879
- Hyattella Lendenfeld, 1888
- Leiosella Lendenfeld, 1888
- Rhopaloeides Thompson, Murphy, Bergquist & Evans, 1987
- Spongia Linnaeus, 1759